# Jorge Ubico y Castañeda
Jorge Ubico y Castañeda (10 de novembro de 1878 – 14 de junho de 1946), foi um oficial militar, político e ditador guatemalteco que serviu como presidente da Guatemala de 1931 a 1944.
General do exército guatemalteco, foi eleito presidente em 1931, em uma eleição em que foi o único candidato. Ele deu continuidade às políticas de seus antecessores de conceder grandes concessões à United Fruit Company e aos ricos proprietários de terras, além de apoiar suas duras práticas trabalhistas. Ubico foi descrito como "um dos tiranos mais opressores que a Guatemala já conheceu", comparando-se a Adolf Hitler. Ele foi destituído por uma revolta pró-democracia em 1944, que levou à Revolução Guatemalteca, que durou dez anos.